# 徐敬直
徐敬直（1906年10月6日—1983年2月1日），中國建築師，是中国大陆和香港兩地第一代留洋學習的華人建築師，1956年至1957年出任香港建築師公會（1972年改稱香港建築師學會）首任會長。1950年代當過香港中華總商會第12屆會董及香港扶輪社社長。
徐敬直生於上海，早期的設計風格以仿古方式配以現代建築技術和物料為標誌，後以實用和以民為本見稱，他在香港的代表作包括經已拆卸的旺角麥花臣球場等現代建築。他的長子徐和德是香港建築師學會1977年至1978年度的會長。

## 生平

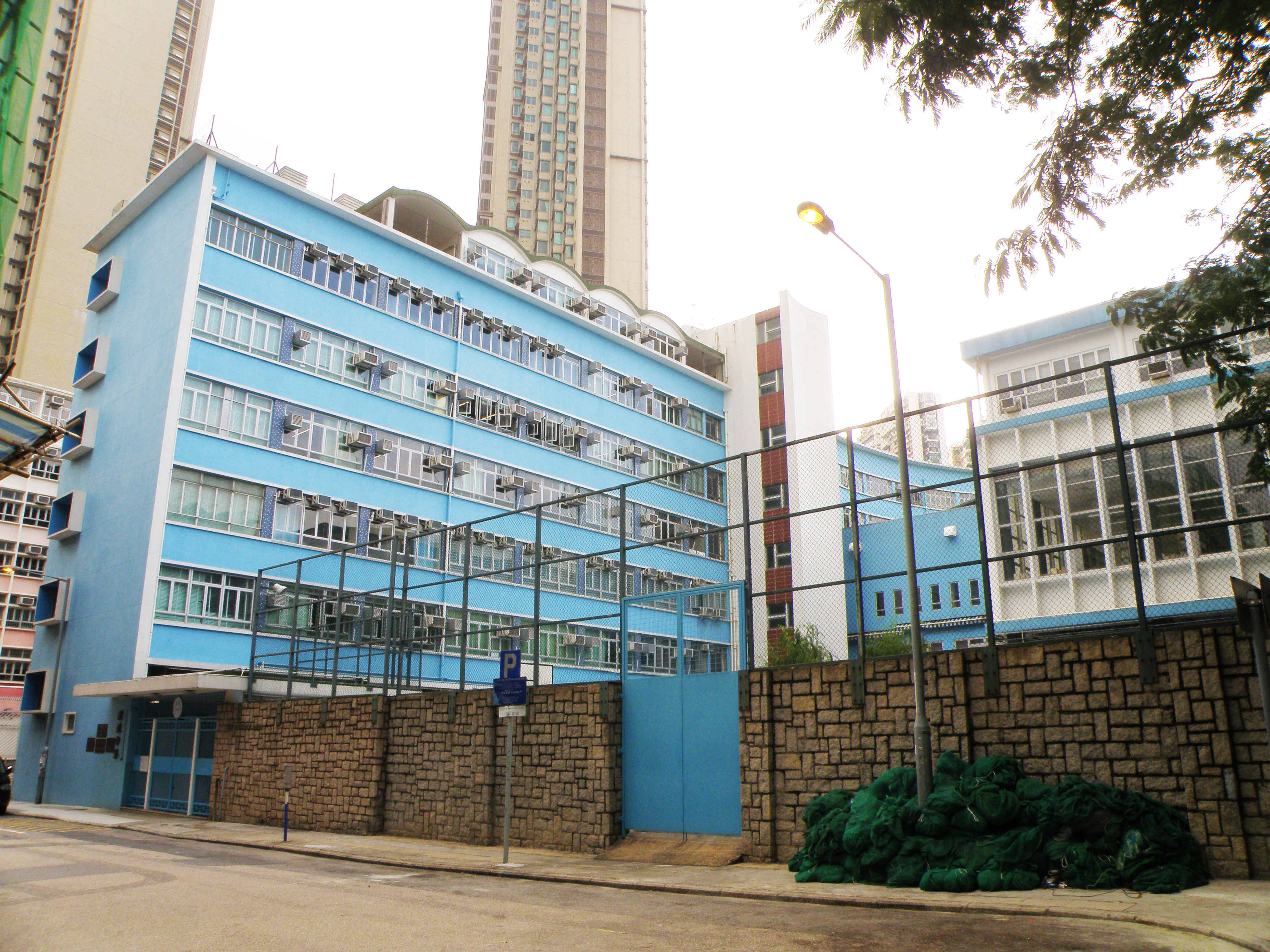
新亞中學前身為新亞書院，由徐敬直負責設計。校園以麻石材料來建造，體現其簡約主義的建築風格。

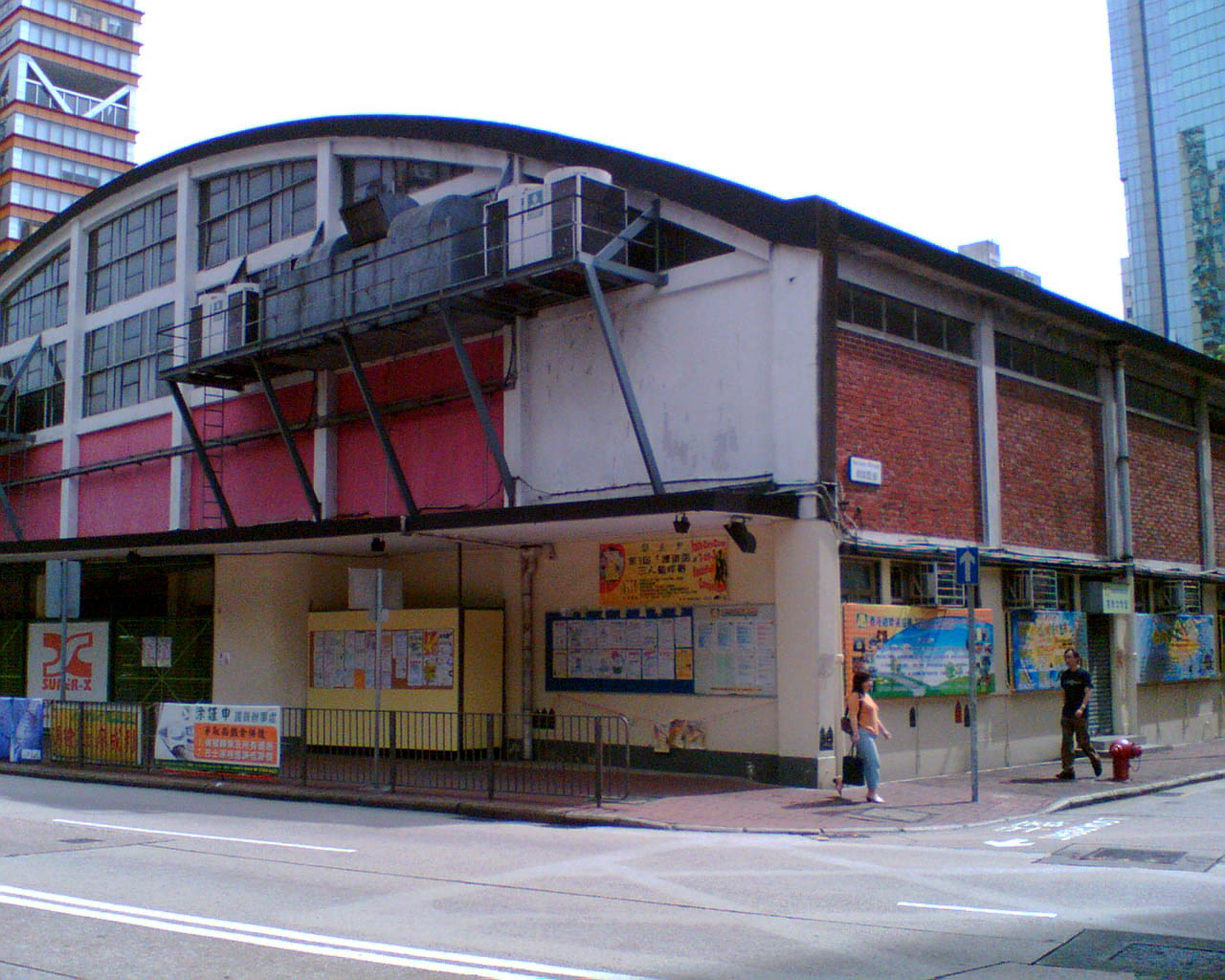
徐敬直1952的作品─旺角麥花臣球場，主要特色為其圓拱形頂部的設計。

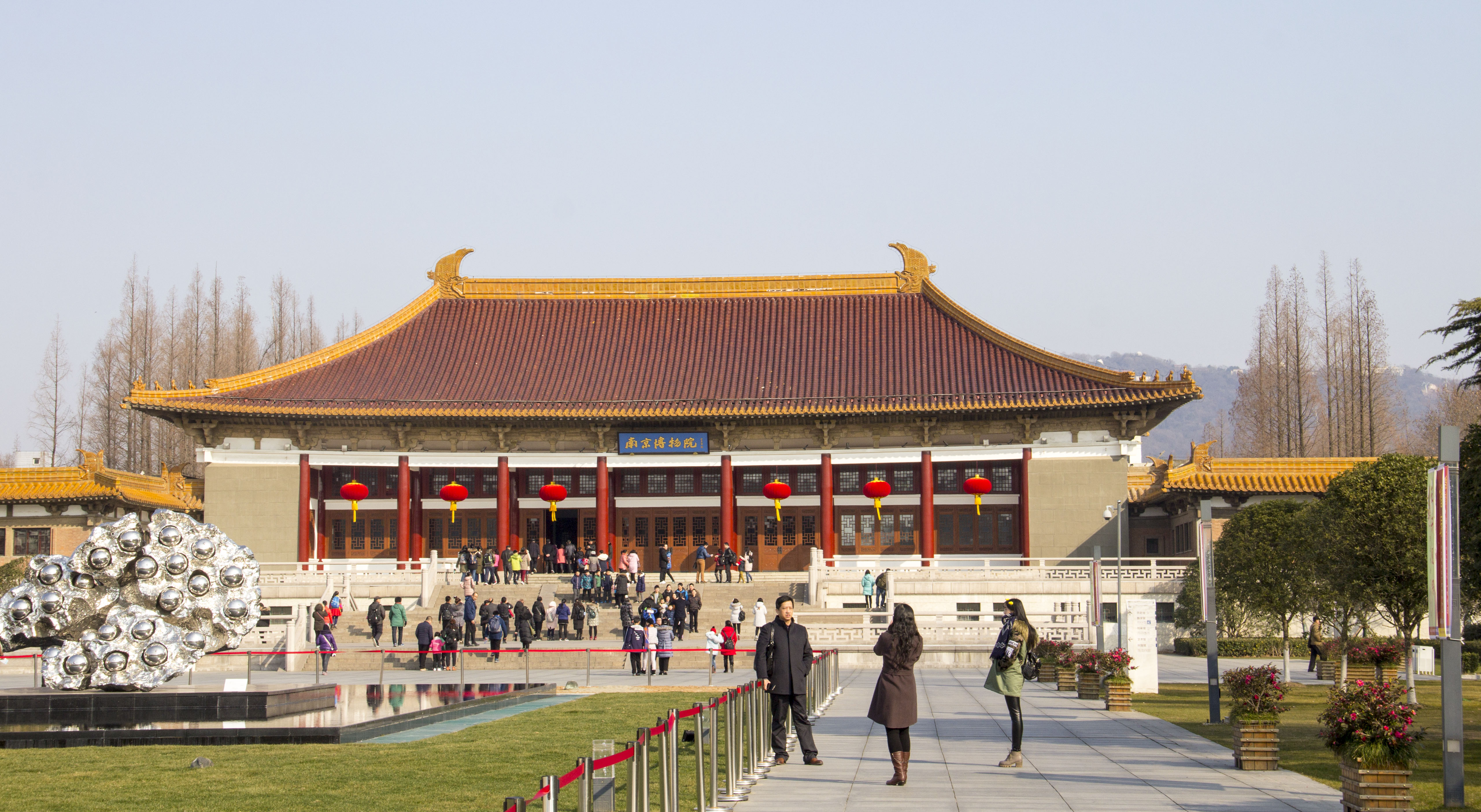
於1935年設計的國立中央博物院在1948年才竣工。其中徐敬直設計的「人文館」以仿遼代風格規劃。

徐敬直祖籍廣東中山，1906年10月6日於上海出生，家庭經營買辦生意。祖父徐潤曾與清代洋務運動代表人物唐廷樞總理保險招商局事宜。因為徐敬直的父親徐之元早逝，所以他由母親撫養成人。他在天津就讀中學，1924年入讀滬江大學。1926年後赴笈海外，於美國密芝根大學工程系修讀工學士，主修建築學。他在1929年完成建築研究所學士學位，且在1930年取得碩士學位。之後再到匡溪藝術學院（Cranbrook Academy of Art ）進修建築學。徐敬直在學院認識了芬蘭籍建築師伊利爾·沙里寧（Eliel Saarinen），並在其位於美國底特律的事務所工作。
徐敬直於1932年歸國後在上海執業，翌年創辦「興業建築師事務所」。該事務所的合夥人還包括建築師李惠伯和徐敬直的另一位學弟楊潤鈞，至現在（2014年）仍在營業。不過擁有人已不再是徐敬直的兒子徐和德，因他為了轉行發展地產而把建築師樓轉手予何約瑟等人。徐敬直創立事務所之時，公司的業務範圍涵蓋上海、南京、昆山以及杭州一帶地區，而負責項目多以住宅、實驗所和職員宿舍為主。
1945年，第二次世界大戰結束。徐敬直在1946年一度返回上海，後來移居香港生活。在港期間，於1953年至1954年擔任東華三院總理，也擔任過香港扶輪社主席。早於1933年曾於上海參與創立上海建築師學會的徐敬直，又於1956年參與成立香港建築師公會（1972年改稱香港建築師學會），並在1956年至1957年擔任創會會長；卸任後由香港建築師公會另外一位創會會員、即後來出任香港政府工務司的鄔勵德接任會長一職。
1964年，徐敬直撰寫《中國建築之古今》一書表達他對未來建築界走向的看法。又分析了香港建築物的一些設計風格。當中他曾以其創造的新詞「中式文藝復興風格」（Chinese Renaissance）來形容香港本地一些在設計上中西合璧的宗教建築，包括黃竹坑聖神修院（1931年建成）、赤柱瑪利諾神父會院（1935年建成）、銅鑼灣聖馬利亞堂（1937年建成）、土瓜灣聖三一堂（1938年建成）和沙田道風山基督教叢林（1939年建成）。
徐敬直在1969年中風且失去語言能力，此後淡出建築界，晚年的他定居於美國馬利蘭州，1983年2月1日在當地逝世，終年76歲，身後他的家人在2月6日於香港跑馬地雲地利道的基督復臨安息日會先導紀念堂為他舉行安息禮拜。

## 建築項目
徐敬直在中國內地活躍時期創作過不少作品。他在1935年向國立中央博物院提交了一份仿清式建築的設計方案。但其方案初時先被否定，後來由國立中央博物院在1934年成立的「中央博物院建築委員會」按章程對提交的方案進行遴選。結果經審查後發現所有的方案都未能完全符合規定，即1929年12月公布的《首都計劃》內對首都南京的建築形式應採用「中國固有之形式，而公署及公共建築物應當盡量採用」的原則。
委員會於是以不記名投票的方式選出最具修改價值的方案。最後決定由著名建築師梁思成協助修改徐敬直的建築圖案，改為仿河北省薊縣獨樂寺山門遼式建築；徐敬直本人亦因此而被委任為國立中央博物院籌備處的建築師。之後他在1936年為南京中央大學設計新校園。徐敬直於1940年代末來到香港發展。他移居香港後亦設計過多幢建築物。例如在1949年設計了位於九龍界限街52號、毗鄰九龍三育中學的基督復臨安息日會九龍教會禮拜場所。三年後設計了旺角麥花臣球場，其圓拱形頂部的設計對當時建築界來說是新穎罕見，令球場成為了旺角的地標。
除此之外，徐敬直在1955年以國際現代主義的建築風格設計石澳巴士總站的建築物（當時是中華汽車有限公司的巴士站、看守員宿舍以及停車房）。他在香港的建築設計作品不限於這項建築，還包括不少商業、文娛康樂和教育項目。1963年，有「殯儀大王」之稱的蕭明投得香港島北角的新地皮以用作香港殯儀館的新館址；他委託徐敬直設計一座樓高七層、設有停車場、冷氣設備、四間大禮堂、兩間化妝室以及十四間靈寢室的殯儀館。此外，徐敬直設計過北角國民收銀機大廈與麗池酒店夜總會、銀礦灣兒童營、聖公會基愛小學、瑪利諾神父教會學校、尖沙咀覺士道童軍總會、農圃道新亞書院前址等項目。早於1951年，他也曾就香港興建大會堂提出意見，認為大會堂必須向市民提供集會用地，作為文化交流、舉行典禮儀式和社區活動場所。

## 著作
- 1964年：《中國建築之古今》[39]

## 家庭
徐敬直與妻子徐韋杏琦育有兩子三女，兩名兒子徐和德與徐和平跟父親一樣都是建築師，其中徐和德是香港建築師學會1977年至1978年度的會長。此外，徐敬直夫婦的三名女兒分別是徐瑾、徐玲和徐珏。

## 外部連結
- 中式教會建築/陳天權，大公報，2013年8月22日[]
- 可貴的嘗試 - 原中央博物院建築緣起與歷史評價，倪明、李海清，2001年 （页面存档备份，存于）

| 其他職務    | 其他職務                         | 其他職務      |
| ----------- | -------------------------------- | ------------- |
| 前任： 首任 | 香港建築師公會會長 1956年-1957年 | 繼任： 鄔勵德 |